# Armand du Paty de Clam
Armand, Auguste, Charles, "Ferdinand", Marie MERCIER du PATY de CLAM, né à Paris le 21 février 1853 et mort à Versailles le 3 septembre 1916, est un officier supérieur français, breveté d'Etat-Major, passionné de graphologie, à qui l’on confia l’instruction préliminaire de l’affaire Dreyfus.

## Biographie
Armand, souvent nommé Ferdinand, Mercier du Paty de Clam est le fils du général de brigade Antoine-Amédée Mercier du Paty de Clam (1813-1887) et d'Adèle Bayard de La Vingtrie. Il est l'arrière-petit-fils de Charles Jean-Baptiste Mercier Dupaty.

### Carrière militaire

#### Formation et débuts
Élève à Saint-Cyr, volontaire en 1870 à 17 ans, sous-lieutenant en 1871, Armand Mercier du Paty de Clam est envoyé en Afrique du Nord. Lieutenant en 1874, capitaine en 1877, il est affecté au Service de la carte topographique de l'Algérie et effectue de nombreuses expéditions dans les Chotts. Nommé à l’État-Major général, au 1er bureau en 1879, il participe à l'expédition de Tunisie en 1881 puis est affecté au 3e en 1887 et y est maintenu quand il devient chef de bataillon en 1890.

### Rôle dans l’affaire Dreyfus

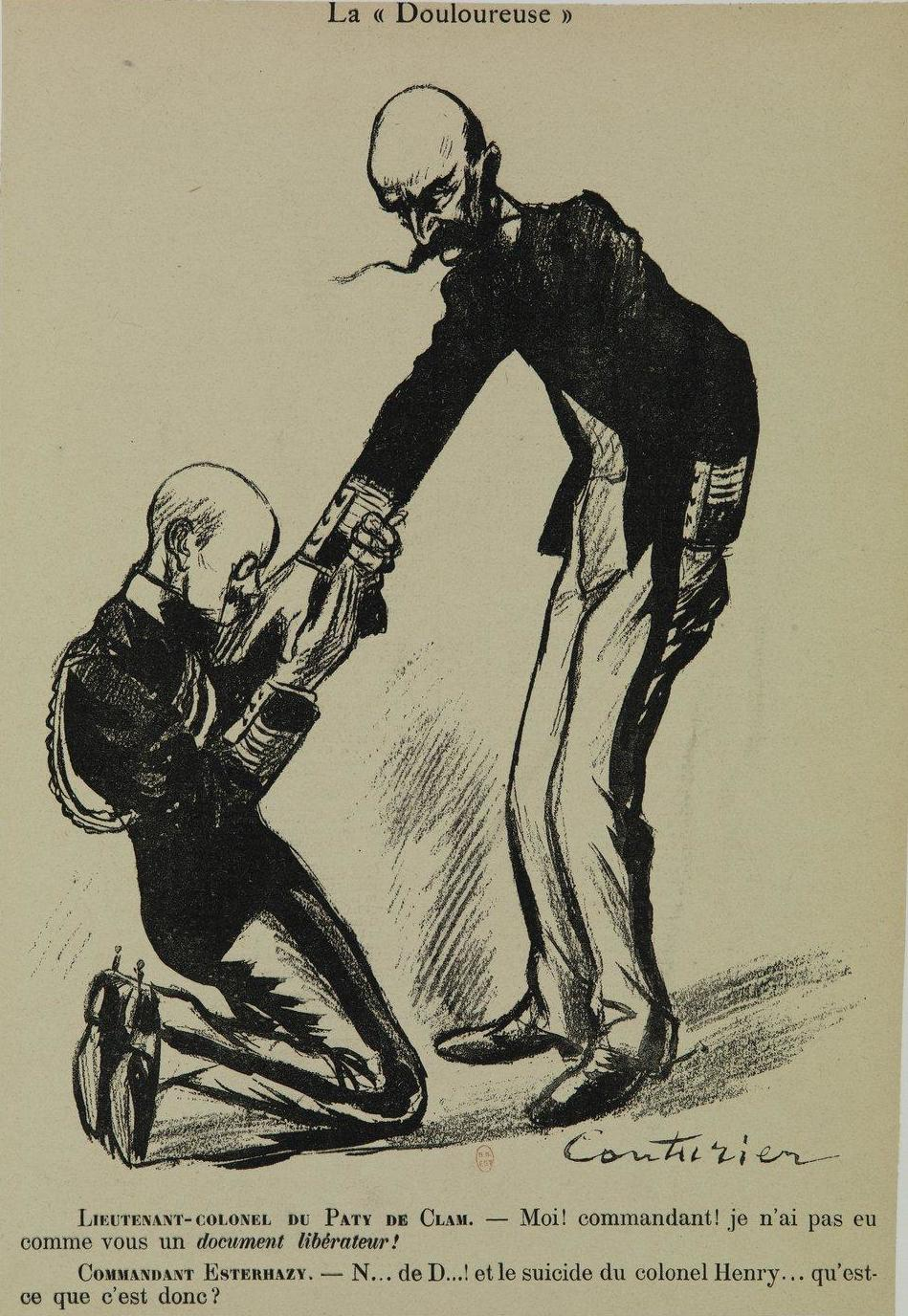
Dessin d'Édouard Couturier titré « La Douloureuse », mettant en scène Paty de Clam (à genoux) et Esterhazy, 1898. Légende :
Lieutenant-colonel du Paty de Clam — Moi ! Commandant ! Je n'ai pas eu comme vous un document libérateur !
Commandant Esterhazy — Nom… de D… ! Et le suicide du colonel Henry… Qu'est-ce que c'est donc ?

En octobre 1894, quelques jours après la découverte du « bordereau », une lettre adressée à l’attaché militaire allemand à Paris qui mentionnait des informations classées secret-défense, les soupçons se portent sur Alfred Dreyfus.
Chargé de comparer l’écriture de Dreyfus et celle du bordereau, du Paty en conclut que les points communs suffisent à justifier une enquête approfondie. Les autorités militaires le nomment alors responsable de l’enquête officielle. Le 15 octobre, il convoque Dreyfus au ministère après avoir soigneusement préparé la rencontre. Prétextant une blessure à la main, il demande à Dreyfus d’écrire à sa place une lettre qui reprend des éléments du bordereau. Bien que Dreyfus refuse de se reconnaître comme l’auteur du bordereau, du Paty lui annonce son arrestation pour haute trahison et lui offre une arme : en vain, parce que Dreyfus n’a pas l’intention de se suicider.
Dreyfus est conduit à la prison du Cherche-Midi où on lui impose une série de tests graphologiques préparés par du Paty : debout, couché, assis, avec la main gauche. L’avis de Du Paty de Clam, toutefois, doit être appuyé par celui d’un expert en graphologie. Un premier expert, Alfred Gobert, remet un rapport négatif. On s’adresse alors à un autre, Alphonse Bertillon. Celui-ci fournit un rapport positif soutenu par la thèse, qu’il vient de créer à l’occasion, de l’« autoforgerie » et qui prétend expliquer que Dreyfus a rédigé la note en imitant sa propre écriture mais en y introduisant volontairement des différences. Il y aurait par exemple imité l’écriture de son frère Mathieu.
Au fil de six interrogatoires, du Paty de Clam soumet Dreyfus à une pression constante, mais sans résultat concret. Finalement, du Paty de Clam rédige un rapport recommandant l'abandon des charges contre Dreyfus. Son rapport sera ignoré lors de l’instruction du commandant d’Ormescheville ce qui n'empêchera pas qu’en 1913, le député radical Maurice Viollette évoque son « rôle particulièrement triste […] Il a été, de façon indiscutable, l’artisan criminel d’une œuvre détestable ». C’est également lui qui, au procès de 1894, remet une pièce secrète au tribunal militaire pendant que le jury délibère, c’est-à-dire à huis clos. La défense n’a donc pas la possibilité d’examiner de telles « preuves » puisqu’elle ignore leur existence. Il ordonne aussi à Mme Dreyfus de garder le silence sur la détention de son mari. Toutefois, selon l'historien Philippe Oriol, du Paty de Clam demandera par deux fois l'abandon des poursuites en raison de l'insuffisance de preuves, et l'historien Pierre Miquel écrit : « il faut se rendre à l'évidence : du Paty lui-même conclut son rapport sur la « fragilité de la preuve matérielle », et l'avocat Maurice Garçon cite la conclusion du rapport de du Paty : « La fragilité de la preuve matérielle qui servira de base à l'accusation pourrait fort bien déterminer un acquittement. En conséquence, il y aurait peut-être lieu d'abandonner les poursuites. ». Aussitôt, l'affaire sera relancée par une campagne de presse dans le quotidien antisémite La Libre Parole.
Du Paty de Clam est promu lieutenant-colonel en mars 1897. Mais, coauteur des faux télégrammes visant à compromettre le colonel Picquart, il voit sa carrière brisée après le suicide de son complice Hubert-Joseph Henry. En « non activité par retrait d’emploi », le 12 septembre 1898, il est admis d’office à la retraite le 26 février 1901. La Cour de cassation le contraint, en mars 1904, à verser à la procédure son commentaire des pièces secrètes communiquées aux juges de 1894. Zola le cite nommément, parmi les premiers responsables de l’injustice, dans son article fracassant publié dans l’Aurore sous le titre de J’accuse…!

#### Réintégration
Le 6 janvier 1913, il obtient sa réintégration comme lieutenant-colonel.
En 1914, pendant la Première Guerre mondiale, il revient dans l’armée à l’âge de 61 ans, volontaire au 16ᵉ Bataillon de Chasseurs à Pied, le 29 juillet 1914, il sert sous les ordres de l'un de ses fils, le capitaine Jacques du Paty de Clam, issu de son premier mariage.
Il a combattu comme Chasseur à la 2ᵉ Compagnie du 16ᵉ Bataillon de Chasseurs à Pieds du 2 août au 14 août 1914. Appelé à l’État-Major de la 6ᵉ armée à Verdun le 16 août.
Affecté comme lieutenant-colonel au 117ᵉ Régiment d’Infanterie le 2 septembre 1914. Il est blessé le 22 octobre au matin d’une balle au bras, dans la soirée du même jour blessé par éclats d’obus à la figure (combats de Goyancourt). Évacué sur l’ambulance annexe du Val-de-Grâce à Paris.

Il revient au front le 10 octobre. À la suite de la prise du Quesnoy-en-Santerre le 30 octobre 1914, il a été cité à l’ordre de l’armée et nommé officier de la Légion d’Honneur. (Décret du 12 novembre 1914, Ordre du Général Joffre N°399 D.), avec le motif suivant :
“Mercier du Paty de Clam, Lieutenant-Colonel au 117ᵉ Régiment d’Infanterie :
A donné les plus beaux exemples de courage et d’autorité en entraînant la troupe au feu et à l’assaut. Atteint de deux blessures au bras et à la figure, a néanmoins conservé son commandement jusqu’à la fin de l’action. Évacué, a repris son poste le 10 octobre. Le 30 octobre, il a contribué à l’enlèvement d’un village, puis au maintien de nos positions, en risquant sa vie pour éventer une contre-attaque ennemie.”
Nommé le 16 décembre 1914, au commandement du 17ᵉ Régiment d’Infanterie Territoriale.
Nommé le 1ᵉʳ juillet 1915, au commandement du Fort des Rousses.
Nommé le 1ᵉʳ novembre 1915, adjoint au Gouverneur de la Place d’Épinal.
Évacué le 1ᵉʳ décembre 1915. Il meurt des suites de ses blessures reçues au front militaire, le 3 septembre 1916, à Versailles.
Il a reçu la mention « mort pour la France », conformément aux ordres du Général de Brigade de Sailly, commandant la Place de Versailles.

### Vie familiale
Il se marie le 17 octobre 1877 à Angoulême (Charente), avec Charlotte Daras (sœur d'Henry Daras), dont il a trois fils :
- Jacques du Paty de Clam (comte du Paty de Clam) ;
- François du Paty de Clam ;
- Michel du Paty de Clam.

En secondes noces, le 26 avril 1894 dans le 7e arrondissement de Paris, il épouse Marie-Henriette Nau de Champlouis (fille de Victor Nau de Champlouis, petite-fille de Claude de Champlouis et de Ludovic d'Ursel), avec qui il a trois enfants :
- Charles du Paty de Clam ;
- Françoise Jacqueline du Paty de Clam ;
- Claude Françoise Marie du Paty de Clam.

## À l'écran
Dans la mini-série  pour Antenne 2 Émile Zola ou la Conscience humaine (1978) de Stellio Lorenzi, son rôle est joué par Jacques Lalande.
Dans le téléfilm L'Affaire Dreyfus d'Yves Boisset (1995), son rôle est joué par Gérard Desarthe.
Dans le film J'accuse (2019) de Roman Polanski, son rôle est joué par Michel Vuillermoz.